# Aldo Stella (sciatore)
Aldo Stella (Asiago, 29 gennaio 1943) è un ex fondista e scialpinista italiano.

## Biografia
Nato nel 1943 ad Asiago, in provincia di Vicenza, a 25 anni ha partecipato ai Giochi olimpici di Grenoble 1968, arrivando 17º nella 50 km con il tempo di 2h33'17"9 e 6º nella staffetta 4x10 km insieme a Giulio De Florian, Franco Nones e Palmiro Serafini in 2h16'32"2.
Nel 1971 e 1973 ha vinto il Trofeo Mezzalama, gara di sci alpinismo valdostana, insieme a Gianfranco Stella entrambe le volte e a Roberto Stella la prima volta e Palmiro Serafini la seconda.